# Copa de la AFC 2004
La Copa de la AFC del 2004 fue la primera edición del segundo torneo de fútbol a nivel de clubes organizado por la AFC.
El Al-Jaish de Siria venció en la final al Al-Wahda también de Siria para ser el campeón por primera ocasión.

## Participantes por asociación
| Zona Oeste Asiático | Zona Oeste Asiático    | Zona Oeste Asiático  | Zona Oeste Asiático |
| Asociación          | Asociación             | AFC Champions League | AFC Cup             |
| ------------------- | ---------------------- | -------------------- | ------------------- |
| 1                   | Emiratos Árabes Unidos | 2+1                  |                     |
| 2                   | Arabia Saudíta         | 2                    |                     |
| 3                   | Irán                   | 2                    |                     |
| 4                   | Catar                  | 2                    |                     |
| 5                   | Uzbekistán             | 2                    |                     |
| 6                   | Irak                   | 2                    |                     |
| 7                   | Kuwait                 | 2-1                  |                     |
| 8                   | Baréin                 | 2-2                  |                     |
| 9                   | Siria                  |                      | 2                   |
| 10                  | India                  |                      | 2                   |
| 11                  | Líbano                 |                      | 2                   |
| 12                  | Turkmenistán           |                      | 2                   |
| 13                  | Bangladés              |                      | 2-1                 |
| 14                  | Yemen                  |                      | 2-1                 |
| 15                  | Omán                   |                      | 1                   |
| 16                  | Jordania               |                      | 0                   |
| 17                  | Kirguistán             |                      | 0                   |
| 18                  | Nepal                  |                      | 0                   |
| 19                  | Pakistán               |                      | 0                   |
| 20                  | Sri Lanka              |                      | 0                   |
| 21                  | Tayikistán             |                      | 0                   |
| 22                  | Afganistán             |                      | 0                   |
| 23                  | Palestina              |                      | 0                   |
| Total Participantes | Total Participantes    | 16+1-3               | 12-2                |

- Emiratos Árabes Unidos tuvo un cupo extra en la Liga de Campeones de la AFC debido a que tenían al campeón vigente
- Un equipo de Kuwait fue descalificado de la Liga de Campeones de la AFC y sus partidos fueron borrados del historial
- Un equipo de Baréin fue descalificado de la Liga de Campeones de la AFC y sus partidos fueron borrados del historial y el otro retiró su participación
- Un Cupo de India de la AFC Cup fue movido a la Zona Este
- Un equipo de Bangladés fue descalificado de la Copa AFC
- Un equipo de Yemén fue descalificado de la Copa AFC
- Jordania, Kirguistán, Nepal, Pakistán, Sri Lanka, Tayikistán, Afganistán y Palestina no tuvieron participación en torneos AFC esta temporada
- Bangladés geográficamente pertenece a la Zona Este

| Zona Este Asiático  | Zona Este Asiático  | Zona Este Asiático   | Zona Este Asiático |
| Asociación          | Asociación          | AFC Champions League | AFC Cup            |
| ------------------- | ------------------- | -------------------- | ------------------ |
| 1                   | República de Corea  | 2                    |                    |
| 2                   | Japón               | 2                    |                    |
| 3                   | China               | 2                    |                    |
| 4                   | Indonesia           | 2                    |                    |
| 5                   | Tailandia           | 2                    |                    |
| 6                   | Vietnam             | 2                    |                    |
| 7                   | Singapur            |                      | 2                  |
| 8                   | Malasia             |                      | 2                  |
| 9                   | Maldivas            |                      | 2                  |
| 10                  | Hong Kong           |                      | 1                  |
| 11                  | Bután               |                      | 0                  |
| 12                  | Camboya             |                      | 0                  |
| 13                  | Taiwán              |                      | 0                  |
| 14                  | Birmania            |                      | 0                  |
| 15                  | Brunéi Darussalam   |                      | 0                  |
| 16                  | Filipinas           |                      | 0                  |
| 17                  | Guam                |                      | 0                  |
| 18                  | Laos                |                      | 0                  |
| 19                  | Macao               |                      | 0                  |
| 20                  | Mongolia            |                      | 0                  |
| 21                  | RPD Corea           |                      | 0                  |
| 22                  | Timor Oriental      |                      | 0                  |
| Total Participantes | Total Participantes | 12                   | 7                  |

- Bután, Camboya, Taiwán, Birmania,Brunéi Darussalam, Filipinas, Guam, Laos, Macao, Mongolia RPD Corea y Timor Oriental no tuvieron participación en torneos AFC esta temporada
- Maldivas geográficamente pertenece a la Zona Oeste

## Clasificados
| Asia Occidental | Asia Occidental |
| --------------- | --- |
| Siria (2)       | Al-Jaish (Campeón de la Syrian League 2002/03) Al-Wahda (Ganador de la Syrian Cup 2002/03)                                                       |
| Líbano (2)      | Olympic Beirut (Campeón de la Lebanese Premier League y la Lebanese FA Cup 2002/03) Al Nejmeh (Subcampeón de la Lebanese Premier League 2002/03) |
| Omán (1)        | Dhofar (Campeón de la Omani League 2002/03) |
| Yemen (1)       | Al-Sha'ab Ibb (Campeón de la Yemeni League 2002/03)                                                                                              |

| Asia Oriental | Asia Oriental                                                        |
| ------------- | -------------------------------------------------------------------- |
| Hong Kong (1) | Happy Valley (Campeón de la Hong Kong First Division League 2002/03) |

| Asia Central y Sur | Asia Central y Sur |
| ------------------ | --- |
| Bangladés (1)      | Muktijoddha Sangsad (Ganador del Bangladesh National Football Championship & la Bangladesh Federation Cup 2003)                |
| India (2)          | East Bengal (Campeón de la Indian National Football League 2002/03) Mahindra United (Ganador de la Indian Federation Cup 2003) |
| Turkmenistán (2)   | Nisa Aşgabat (Campeón de la Turkmenistan League 2003) Nebitçi Balkanabat (Ganador de la Turkmenistan Cup 2003)                 |

| ASEAN        | ASEAN |
| ------------ | --- |
| Maldivas (2) | Valencia (Campeón de la Dhivehi League 2003) Island FC (Ganador de la Maldives FA Cup 2003)                  |
| Malasia (2)  | Perak (Campeón de la Malaysia Premier 1 League 2003) Negeri Sembilan (Ganador de la Malaysia FA Cup 2003)    |
| Singapur (2) | Home United (Campeón de la S.League & la Singapore Cup 2003) Geylang United (Subcampeón de la S.League 2003) |

## Fase de grupos
Colores en los Grupos:
- Verde: Ganadores de Grupo y los mejores segundos lugares que clasificaron a los cuartos de final.

### Grupo A
| Pos. | Equipo              | Pts. | PJ | G | E | P | GF | GC | Dif. | Clasificación    |
| ---- | ------------------- | ---- | -- | - | - | - | -- | -- | ---- | ---------------- |
| 1    | Al-Nejmeh           | 16   | 6  | 5 | 1 | 0 | 11 | 2  | +9   | Cuartos de final |
| 2    | Nisa Aşgabat        | 7    | 5  | 2 | 1 | 2 | 3  | 4  | −1   |                  |
| 3    | Al-Sha'ab Ibb       | 7    | 5  | 2 | 1 | 2 | 7  | 7  | 0    |                  |
| 4    | Muktijoddha Sangsad | 1    | 6  | 0 | 1 | 5 | 2  | 10 | −8   |                  |

 Fuente: 
| 11-2-2004 | Al-Nejmeh                           | 3–0     | Al-Sha'ab Ibb | Sports City, Beirut                      |                                          |
|           | Ivanković 62' · Nasseredine 82' 89' | Reporte |               | Asistencia: 300 espectadores Árbitro(s): | Asistencia: 300 espectadores Árbitro(s): |

| 11-2-2004 | Nisa Aşgabat       | 1–0     | Muktijoddha Sangsad | Nisa Stadium, Asgabat                                  |                                                        |
|           | Nazarov 69' (pen.) | Reporte |                     | Asistencia: 500 espectadores Árbitro(s): Ali Al Mutlaq | Asistencia: 500 espectadores Árbitro(s): Ali Al Mutlaq |

| 25-4-2004 | Al Sha'ab Ibb | 0–1     | Nisa Aşgabat | Al Thawra Sports City, Sana'a                                |                                                              |
|           |               | Reporte | Zemskov 50'  | Asistencia: 5,000 espectadores Árbitro(s): Abdulrahman Recho | Asistencia: 5,000 espectadores Árbitro(s): Abdulrahman Recho |

| 2004-02-25 | Muktijoddha Sangsad KS | 0–1     | Al-Nejmeh Beirut | Sultan Qaboos Sports Complex, Mascate                      |                                                            |
|            |                        | Reporte | Kassas 72'       | Asistencia: 109 espectadores Árbitro(s): Mohamed Al Saeedi | Asistencia: 109 espectadores Árbitro(s): Mohamed Al Saeedi |

| 6-4-2004 | Al-Nejmeh Beirut                        | 3–1     | Nisa Aşgabat | Al Thawra Sports City, Saná                                  |                                                              |
|          | Kassas 12' (pen.) 47' · Nasereddine 37' | Reporte | Hajiev 34'   | Asistencia: 6,000 espectadores Árbitro(s): Kadhum Auda Lazim | Asistencia: 6,000 espectadores Árbitro(s): Kadhum Auda Lazim |

| 7-4-2004 | Al Sha'ab Ibb | 3–0 (Acreditado) | Muktijoddha Sangsad KS | King Abdullah Stadium, Amman, Jordania                     |                                                            |
| |               | Reporte          |                        | Asistencia: 1,000 espectadores Árbitro(s): Hedayat Mombini | Asistencia: 1,000 espectadores Árbitro(s): Hedayat Mombini |
| Al Al-Sha'ab Ibb le fue acreditada la victoria con marcador de 3-0 porque el Muktijoddha Sangsad KS no se presentó al partido. |               |                  |                        |                                                            |                                                            |

| 20-4-2004 | Muktijoddha Sangsad KS | 2–3     | Al Sha'ab Ibb                   | Sports City, Beirut                                       |                                                           |
|           | Ghansa 1' · Moni 38'   | Reporte | Al Ghurbani 34' 60' · Ahmed 78' | Asistencia: 3,000 espectadores Árbitro(s): Dilovar Orzuev | Asistencia: 3,000 espectadores Árbitro(s): Dilovar Orzuev |

| 20-4-2004 | Nisa Aşgabat | 0–1     | Al-Nejmeh Beirut | Sultan Qaboos Sports Complex, Mascate                  |                                                        |
|           |              | Reporte | Kassas 71'       | Asistencia: 200 espectadores Árbitro(s): Rustam Saidov | Asistencia: 200 espectadores Árbitro(s): Rustam Saidov |

| 4-5-2004 | Al Sha'ab Ibb | 1–1     | Al-Nejmeh Beirut | Al Thawra Sports City, Saná                            |                                                        |
|          | Al-Nono 51'   | Reporte | Kassas 8'        | Asistencia: 2500 espectadores Árbitro(s): Huang Junjie | Asistencia: 2500 espectadores Árbitro(s): Huang Junjie |

| 5-5-2004 | Muktijoddha Sangsad KS | 0–0     | Nisa Aşgabat | Sultan Qaboos Sports Complex, Mascate                   |                                                         |
|          |                        | Reporte |              | Asistencia: 150 espectadores Árbitro(s): Saad Al Fadhli | Asistencia: 150 espectadores Árbitro(s): Saad Al Fadhli |

| 19-5-2004 | Nisa Aşgabat | Cancelado | Al Sha'ab Ibb | King Abdullah Stadium, Amán, Jordania                    |                                                          |
| |              | Reporte   |               | Asistencia: 100 espectadores Árbitro(s): Chaiwat Kunsuta | Asistencia: 100 espectadores Árbitro(s): Chaiwat Kunsuta |
| El juego fue cancelado después de la huelga general en Yemen, impidiendo al Al-Sha'ab Ibb presentarse al partido. |              |           |               |                                                          |                                                          |

| 19-5-2004 | Al-Nejmeh Beirut          | 2–0     | Muktijoddha Sangsad KS | Sports City, Beirut             |                                 |
|           | McFarlane 8' · Hojeij 90' | Reporte |                        | Árbitro(s): Kadyrbek Chynybekov | Árbitro(s): Kadyrbek Chynybekov |

### Grupo B
El Al-Wahda Sana abandonó el torneo después de no tener apoyo financiero del Ministerio de Juventud y Deportes de Yemen para el viaje a Damascus para enfrentar en su primer juego al Al-Wahda; por lo que fue expulsado del torneo y vetado para la siguiente edición de la Copa de la AFC para la que se clasificaron.
| Pos. | Equipo           | Pts. | PJ | G | E | P | GF | GC | Dif. | Clasificación    |
| ---- | ---------------- | ---- | -- | - | - | - | -- | -- | ---- | ---------------- |
| 1    | Al-Wahda Damasco | 8    | 4  | 2 | 2 | 0 | 8  | 2  | +6   | Cuartos de final |
| 2    | Dhofar           | 4    | 4  | 1 | 1 | 2 | 6  | 7  | −1   |                  |
| 3    | Mahindra United  | 4    | 4  | 1 | 1 | 2 | 5  | 10 | −5   |                  |

 Fuente: 
| 11-2-2004 | Mahindra United           | 2–1     | Dhofar                   | Javaharalal Nehru Stadium, Goa                   |                                                  |
|           | Venkatesh 21' · Yadav 66' | Reporte | Faraj A. Bait Alseem 55' | Asistencia: 400 espectadores Árbitro(s): J Karim | Asistencia: 400 espectadores Árbitro(s): J Karim |

| 25-2-2004 | Dhofar        | 1–1     | Al-Wahda Damasco | Nisa Stadium, Ashgabat, Turkmenistán                |                                                     |
|           | Al-Ghafri 83' | Reporte | Al Shahmeh 22'   | Asistencia: 100 espectadores Árbitro(s): A Al-Enezi | Asistencia: 100 espectadores Árbitro(s): A Al-Enezi |

| 7-4-2004 | Mahindra United | 0–0     | Al-Wahda Damasco | Javaharalal Nehru Stadium, Goa                      |                                                     |
|          |                 | Reporte |                  | Asistencia: 2,500 espectadores Árbitro(s): M Moradi | Asistencia: 2,500 espectadores Árbitro(s): M Moradi |

| 21-4-2004 | Al-Wahda Damasco                                       | 5–1     | Mahindra United | Amman International Stadium, Amán, Jordania                |                                                            |
|           | Al Shahmeh 36' · Mando 39' 53' · Moussa Traoré 69' 73' | Reporte | Abaoagye 84'    | Asistencia: 2000 espectadores Árbitro(s): Abdullah Balideh | Asistencia: 2000 espectadores Árbitro(s): Abdullah Balideh |

| 5-5-2004 | Dhofar                                       | 4–2     | Mahindra United           | Sports City, Beirut                                      |                                                          |
|          | Sultan 27' 47' · Al Shidad 35' · Gabriel 61' | Reporte | Abaoagye 55' · Akakpo 80' | Asistencia: 3,500 espectadores Árbitro(s): F Al Marzouqi | Asistencia: 3,500 espectadores Árbitro(s): F Al Marzouqi |

| 19-5-2004 | Al-Wahda Damasco                 | 2–0     | Dhofar | Sultan Qaboos Sports Complex, Mascate               |                                                     |
|           | Al Sayed 20' · Moussa Traoré 54' | Reporte |        | Asistencia: 200 espectadores Árbitro(s): S Tongkhan | Asistencia: 200 espectadores Árbitro(s): S Tongkhan |

### Grupo C
El Mohammedan SC abandonó el torneo por razones desconocidas, tal vez en relación con los escandalosos incidentes ocurridos en la Bangladesh League.
| Pos. | Equipo             | Pts. | PJ | G | E | P | GF | GC | Dif. | Clasificación    |
| ---- | ------------------ | ---- | -- | - | - | - | -- | -- | ---- | ---------------- |
| 1    | Al-Jaish Damasco   | 8    | 4  | 2 | 2 | 0 | 8  | 0  | +8   | Cuartos de final |
| 2    | Olympic Beirut     | 7    | 4  | 2 | 1 | 1 | 4  | 3  | +1   | Cuartos de final |
| 3    | Nebitçi Balkanabat | 1    | 4  | 0 | 1 | 3 | 1  | 10 | −9   |                  |

 Fuente: 
| 10-2-2004 | Olympic Beirut | 0–0     | Al-Jaish Damasco | Sultan Qaboos Sports Complex, Mascate, Omán      |                                                  |
|           |                | Reporte |                  | Asistencia: 400 espectadores Árbitro(s): J Karim | Asistencia: 400 espectadores Árbitro(s): J Karim |

| 25-2-2004 | Al-Jaish Damasco                                            | 6–0     | Nebitçi Balkanabat | Nisa Stadium, Asjabad, Turkmenistán                 |                                                     |
|           | Chaabo 36' · Shehadeh 50' · Hassan 55' 64' · Omaier 69' 87' | Reporte |                    | Asistencia: 100 espectadores Árbitro(s): A Al-Enezi | Asistencia: 100 espectadores Árbitro(s): A Al-Enezi |

| 7-4-2004 | Olympic Beirut                 | 2–0     | Nebitçi Balkanabat | Sports City, Beirut                                 |                                                     |
|          | Issa 65' · Youssef Mohamad 75' | Reporte |                    | Asistencia: 2,500 espectadores Árbitro(s): M Moradi | Asistencia: 2,500 espectadores Árbitro(s): M Moradi |

| 21-4-2004 | Nebitçi Balkanabat | 1–2     | Olympic Beirut          | Amman International Stadium, Amán, Jordania         |                                                     |
|           | Begjanov 82'       | Reporte | Youssef Mohamad 53' 75' | Asistencia: 2000 espectadores Árbitro(s): A Balideh | Asistencia: 2000 espectadores Árbitro(s): A Balideh |

| 5-5-2004 | Al-Jaish Damasco       | 2–0     | Olympic Beirut | Sports City, Beirut, Líbano                              |                                                          |
|          | Omaier 8' · Chaabo 86' | Reporte |                | Asistencia: 3,500 espectadores Árbitro(s): F Al Marzouqi | Asistencia: 3,500 espectadores Árbitro(s): F Al Marzouqi |

| 19-5-2004 | Nebitçi Balkanabat | 0–0     | Al-Jaish Damasco | Sultan Qaboos Sports Complex, Mascate, Omán         |                                                     |
|           |                    | Reporte |                  | Asistencia: 200 espectadores Árbitro(s): S Tongkhan | Asistencia: 200 espectadores Árbitro(s): S Tongkhan |

### Grupo D
| Pos. | Equipo         | Pts. | PJ | G | E | P | GF | GC | Dif. | Clasificación    |
| ---- | -------------- | ---- | -- | - | - | - | -- | -- | ---- | ---------------- |
| 1    | Home United FC | 14   | 6  | 4 | 2 | 0 | 19 | 5  | +14  | Cuartos de final |
| 2    | Perak FA       | 14   | 6  | 4 | 2 | 0 | 11 | 6  | +5   | Cuartos de final |
| 3    | Happy Valley   | 3    | 6  | 1 | 0 | 5 | 7  | 14 | −7   |                  |
| 4    | Valencia FC    | 3    | 6  | 1 | 0 | 5 | 3  | 15 | −12  |                  |

 Fuente: 
| 11-2-2004 | Home United FC                                           | 5–1     | Happy Valley | Bishan Stadium, Singapur                             |                                                      |
|           | Goncalves 30' 66' 72' · Peres De Oliveira 53' · Daud 61' | Reporte | Jancula 69'  | Asistencia: 369 espectadores Árbitro(s): K Matsumura | Asistencia: 369 espectadores Árbitro(s): K Matsumura |

| 11-2-2004 | Perak FA       | 2–0     | Valencia FC | Perak Stadium, Ipoh                                    |                                                        |
|           | Seator 45' 60' | Reporte |             | Asistencia: 1,500 espectadores Árbitro(s): M Al Yarimi | Asistencia: 1,500 espectadores Árbitro(s): M Al Yarimi |

| 25-2-2004 | Valencia FC | 0–3     | Home United FC                            | National Stadium, Malé                              |                                                     |
|           |             | Reporte | Goncalves 37' 43' · Peres De Oliveira 60' | Asistencia: 8,000 espectadores Árbitro(s): S Sarkar | Asistencia: 8,000 espectadores Árbitro(s): S Sarkar |

| 25-2-2004 | Happy Valley | 1–2     | Perak FA                | Mong Kok Stadium, Hong Kong                      |                                                  |
|           | Ambassa 6'   | Reporte | Seator 72' · Jamlus 80' | Asistencia: 1,500 espectadores Árbitro(s): C Win | Asistencia: 1,500 espectadores Árbitro(s): C Win |

| 6-4-2004 | Valencia FC    | 2–1     | Happy Valley | National Stadium, Malé                               |                                                      |
|          | Ashfaq 73' 60' | Reporte | Akandu 50'   | Asistencia: 6,000 espectadores Árbitro(s): S Mujghef | Asistencia: 6,000 espectadores Árbitro(s): S Mujghef |

| 6-4-2004 | Perak FA                | 2–2     | Home United FC               | Perak Stadium, Ipoh                                 |                                                     |
|          | Jamlus 56' · Seator 77' | Reporte | Goncalves 2' · Suksomkit 18' | Asistencia: 200 espectadores Árbitro(s): A Al-Enezi | Asistencia: 200 espectadores Árbitro(s): A Al-Enezi |

| 20-4-2004 | Home United FC                                 | 2–2     | Perak FA                      | Bishan Stadium, Singapur                               |                                                        |
|           | Suksomkit 7' (pen.) · Liew Kit Kong 35' (a.g.) | Reporte | Jamlus 14' · V. Saravanan 90' | Asistencia: 1,100 espectadores Árbitro(s): A Albadwawi | Asistencia: 1,100 espectadores Árbitro(s): A Albadwawi |

| 21-4-2004 | Happy Valley                | 3–1     | Valencia FC | Mong Kok Stadium, Hong Kong                      |                                                  |
|           | Akandu 2' 42' · Ambassa 82' | Reporte | Ashfaq 72'  | Asistencia: 500 espectadores Árbitro(s): Tan Hai | Asistencia: 500 espectadores Árbitro(s): Tan Hai |

| 5-5-2004 | Valencia FC | 0–1     | Perak FA | National Stadium, Male                            |                                                   |
|          |             | Reporte | Goux 41' | Asistencia: 3,000 espectadores Árbitro(s): R Gosh | Asistencia: 3,000 espectadores Árbitro(s): R Gosh |

| 5-5-2004 | Happy Valley | 0–2     | Home United FC                   | Mong Kok Stadium, Hong Kong                           |                                                       |
|          |              | Reporte | Daud 15' · Peres De Oliveira 90' | Asistencia: 4,000 espectadores Árbitro(s): B Williams | Asistencia: 4,000 espectadores Árbitro(s): B Williams |

| 19-5-2004 | Home United FC                                              | 5–0     | Valencia FC | Bishan Stadium, Singapur                           |                                                    |
|           | Daud 32' 45' 71' · Nizam 78' (a.g.) · Peres De Oliveira 90' | Reporte |             | Asistencia: 600 espectadores Árbitro(s): M Mansour | Asistencia: 600 espectadores Árbitro(s): M Mansour |

| 19-5-2004 | Perak FA                | 2–1     | Happy Valley | Perak Stadium, Ipoh                                 |                                                     |
|           | Seator 71' · Jamlus 80' | Reporte | Ambassa 6'   | Asistencia: 208 espectadores Árbitro(s): S Tongkhan | Asistencia: 208 espectadores Árbitro(s): S Tongkhan |

### Grupo E
| Pos. | Equipo          | Pts. | PJ | G | E | P | GF | GC | Dif. | Clasificación    |
| ---- | --------------- | ---- | -- | - | - | - | -- | -- | ---- | ---------------- |
| 1    | East Bengal     | 13   | 6  | 4 | 1 | 1 | 14 | 8  | +6   | Cuartos de final |
| 2    | Geylang United  | 13   | 6  | 4 | 1 | 1 | 12 | 5  | +7   | Cuartos de final |
| 3    | Negeri Sembilan | 6    | 6  | 2 | 0 | 4 | 11 | 9  | +2   |                  |
| 4    | Island FC       | 3    | 6  | 1 | 0 | 5 | 2  | 17 | −15  |                  |

 Fuente: AFC Cup 2004
| 10-2-2004 | Geylang United            | 2–3     | East Bengal                     | Mong Kok Stadium, Hong Kong                                 |                                                             |
|           | - Hafiz 40' - Jeyapal 90' | Reporte | - Junior 45' 76' - B. Singh 83' | Asistencia: 369 espectadores Árbitro(s): Kazuhiko Matsumura | Asistencia: 369 espectadores Árbitro(s): Kazuhiko Matsumura |

| 10-2-2004 | Negeri Sembilan                                       | 6–0     | Island FC | Perak Stadium, Ipoh                                          |                                                              |
|           | - Effiong 19' 64' 71' - Ekpoki 30' 90' - K. Rajan 28' | Reporte |           | Asistencia: 1,500 espectadores Árbitro(s): Mukhtar Al Yarimi | Asistencia: 1,500 espectadores Árbitro(s): Mukhtar Al Yarimi |

| 24-2-2004 | Island FC | 0–5     | Geylang United                                     | National Stadium, Malé                                    |                                                           |
|           |           | Reporte | - Hafiz 5' - Razali 44' - Nahar 49' - Noor 67' 84' | Asistencia: 8,000 espectadores Árbitro(s): Subrata Sarkar | Asistencia: 8,000 espectadores Árbitro(s): Subrata Sarkar |

| 25-2-2004 | East Bengal                                     | 4–2     | Negeri Sembilan              | Salt Lake Stadium, Kolkata |                   |
|           | - Okoro 9' - Junior 34' (pen.) 70' - Bhutia 77' | Reporte | - K. Rajan 45' - Shahrin 64' | Árbitro(s): C Win          | Árbitro(s): C Win |

| 7-4-2004 | Island FC         | 1–2     | East Bengal              | National Stadium, Malé                                   |                                                          |
|          | Sunain 72' (pen.) | Reporte | - Bhutia 36' - Okoro 90' | Asistencia: 6,000 espectadores Árbitro(s): Salem Mujghef | Asistencia: 6,000 espectadores Árbitro(s): Salem Mujghef |

| 7-4-2004 | Negeri Sembilan | 0–1     | Geylang United | Mong Kok Stadium, Hong Kong                               |                                                           |
|          |                 | Reporte | Duric 10'      | Asistencia: 200 espectadores Árbitro(s): Atallah Al Enezi | Asistencia: 200 espectadores Árbitro(s): Atallah Al Enezi |

| 21-4-2004 | East Bengal                         | 3–0     | Island FC | Salt Lake Stadium, Kolkata |                            |
|           | - Silva 9' - Junior 36' - Okoro 85' | Reporte |           | Árbitro(s): Ali Al-Badwawi | Árbitro(s): Ali Al-Badwawi |

| 21-4-2004 | Geylang United              | 2–1     | Negeri Sembilan | Hàng Đẫy Stadium, Hanoi, Vietnam                 |                                                  |
|           | - Chang Hui 49' - Duric 71' | Reporte | Efendi 27'      | Asistencia: 500 espectadores Árbitro(s): Tan Hai | Asistencia: 500 espectadores Árbitro(s): Tan Hai |

| 4-5-2004 | Island FC   | 1–0     | Negeri Sembilan | Hàng Đẫy Stadium, Hanói, Vietnam                             |                                                              |
|          | Mohamed 14' | Reporte |                 | Asistencia: 3,000 espectadores Árbitro(s): Ram Krishna Ghosh | Asistencia: 3,000 espectadores Árbitro(s): Ram Krishna Ghosh |

| 5-5-2004 | East Bengal | 1–1     | Geylang United | Salt Lake Stadium, Kolkata |                          |
|          | Okoro 76'   | Reporte | Hill 33'       | Árbitro(s): Ben Williams   | Árbitro(s): Ben Williams |

| 18-5-2004 | Geylang United | 1–0     | Island FC | Tuanku Abdul Rahman Stadium, Seremban, Malasia     |                                                    |
|           | Khairon 29'    | Reporte |           | Asistencia: 600 espectadores Árbitro(s): M Mansour | Asistencia: 600 espectadores Árbitro(s): M Mansour |

| 18-5-2004 | Negeri Sembilan  | 2–1     | East Bengal | Mong Kok Stadium, Hong Kong                         |                                                     |
|           | Suharmin 23' 49' | Reporte | Junior 24'  | Asistencia: 208 espectadores Árbitro(s): S Tongkhan | Asistencia: 208 espectadores Árbitro(s): S Tongkhan |

## Ronda final
|  | Cuartos de final     | Cuartos de final    | Cuartos de final     |   |                  | Semifinales      | Semifinales      | Semifinales      |  |  | Final              | Final              | Final              |
|  | 14-21 de septiembre  | 14-21 de septiembre | 14-21 de septiembre  |   |                  | 19-27 de octubre | 19-27 de octubre | 19-27 de octubre |  |  | 19-26 de noviembre | 19-26 de noviembre | 19-26 de noviembre |
|  |                      |                     |                      |   |                  |                  |                  |                  |  |  |                    |                    |                    |
|  | Al-Wahda Damasco (a) | 2                   | 2                    |   |                  |                  |                  |                  |  |  |                    |                    |                    |
|  | Al Nejmeh            | 1                   | 3                    |   |                  |                  |                  |                  |  |  |                    |                    |                    |
|  | Al Nejmeh            | 1                   | 3                    |   | Al-Wahda Damasco | 1                | 1                |                  |  |  |                    |                    |                    |
|  |                      |                     |                      |   | Al-Wahda Damasco | 1                | 1                |                  |  |  |                    |                    |                    |
|  |                      | Geylang United      | 1                    | 0 |                  |                  |                  |                  |  |  |                    |                    |                    |
|  | Perak FA             | Geylang United      | 1                    | 0 | 1                | 2                |                  |                  |  |  |                    |                    |                    |
|  | Perak FA             |                     |                      |   | 1                | 2                |                  |                  |  |  |                    |                    |                    |
|  | Geylang United       | 2                   | 3                    |   |                  |                  |                  |                  |  |  |                    |                    |                    |
|  |                      |                     |                      |   |                  |                  |                  |                  |  |  | Al-Wahda Damasco   | 2                  | 1                  |
|  |                      |                     | Al-Jaish Damasco (a) | 3 | 0                |                  |                  |                  |  |  |                    |                    |                    |
|  | East Bengal          | 0                   | 0                    |   |                  |                  |                  |                  |  |  |                    |                    |                    |
|  | Al-Jaish Damasco     | 0                   | 3                    |   |                  |                  |                  |                  |  |  |                    |                    |                    |
|  | Al-Jaish Damasco     | 0                   | 3                    |   | Al-Jaish Damasco | 4                | 2                |                  |  |  |                    |                    |                    |
|  |                      |                     |                      |   | Al-Jaish Damasco | 4                | 2                |                  |  |  |                    |                    |                    |
|  |                      | Home United         | 0                    | 1 |                  |                  |                  |                  |  |  |                    |                    |                    |
|  | Olympic Beirut       | Home United         | 0                    | 1 | 3                | 1                |                  |                  |  |  |                    |                    |                    |
|  | Olympic Beirut       |                     |                      |   | 3                | 1                |                  |                  |  |  |                    |                    |                    |
|  | Home United FC       | 3                   | 2                    |   |                  |                  |                  |                  |  |  |                    |                    |                    |

### Cuartos de final
| Equipo 1       | Agr.     | Equipo 2          | Ida | Vuelta |
| -------------- | -------- | ----------------- | --- | ------ |
| Al-Wahda       | 4–4 (v.) | Al-Nejmeh Beirut  | 2–1 | 2–3    |
| Perak FA       | 3–5      | Geylang United FC | 1–2 | 2–3    |
| East Bengal    | 0–3      | Al-Jaish          | 0–0 | 0–3    |
| Olympic Beirut | 4–5      | Home United FC    | 3–3 | 1–2    |

#### Ida
| 14-9-2004 | Al-Wahda Damasco         | 2–1 | Al-Nejmeh Beirut | Pandit Jawahar Lal Nehru Stadium, Goa, India |  |
|           | Mando 86' · Al Sayed 89' |     | Kassas 50'       |                                              |  |

| 14-9-2004 | Perak FA   | 1–2 | Geylang United FC     | Perak Stadium, Ipoh |  |
|           | Seator 90' |     | Duric 49' · Nawaz 60' |                     |  |

| 14-9-2004 | East Bengal | 0–0 | Al-Jaish Damasco | Salt Lake Stadium, Kolkata |  |
|           |             |     |                  | Árbitro(s): Williams       |  |

| 14-9-2004 | Olympic Beirut                     | 3–3 | Home United FC               | King Abdullah Stadium, Amán, Jordania |  |
|           | Atwi 18' · Alozian 40' · Antar 60' |     | Daud 28' 79' · Goncalves 83' |                                       |  |

#### Vuelta
| 21-9-2004 | Al-Nejmeh Beirut                          | 3–2 (Global 4-4) | Al-Wahda Damasco              | Sports City, Beirut |  |
|           | Hojeij 21' · Savane 33' · Nasereddine 65' |                  | Moussa Traoré 19' · Mando 34' |                     |  |

| 21-9-2004 | Geylang United FC                   | 3–2 (Global 5-3) | Perak FA                                      | Tampines Stadium, Singapur |  |
|           | Jailani 12' · Duric 27' · Nawaz 41' |                  | Syamsul Mohamed Saad 55' · R. Surendran 90+1' |                            |  |

| 21-9-2004 | Al-Jaish Damasco                         | 3–0 (Global 3-0) | East Bengal | King Abdullah Stadium, Amán, Jordania |  |
|           | Abdullah 16' · Al Zeno 50' · Esmaeel 87' |                  |             |                                       |  |

| 21-9-2004 | Home United FC   | 2–1 (Global 5-4) | Olympic Beirut | Choa Chu Kang Stadium, Singapur |  |
|           | Abdullah 69' 74' |                  | Abbas Ali 63'  |                                 |  |

### Semifinales
| Equipo 1 | Agr. | Equipo 2          | Ida | Vuelta |
| -------- | ---- | ----------------- | --- | ------ |
| Al-Wahda | 2–1  | Geylang United FC | 1–1 | 1–0    |
| Al-Jaish | 6–1  | Home United FC    | 4–0 | 2–1    |

#### Ida
| 19-10-2004 | Al-Wahda Damasco | 1–1     | Geylang United FC | Abbasiyyin Stadium, Damasco |  |
|            | Jaafar 85'       | Reporte | Duric 63'         |                             |  |

| 20-10-2004 | Al-Jaish Damasco                             | 4–0     | Home United FC | Abbasiyyin Stadium, Damasco |  |
|            | Al Zeno 34' · Esmaeel 53' 62' · Al-Hilou 76' | Reporte |                |                             |  |

#### Vuelta
| 26-10-2004 | Geylang United FC | 0–1 (Global 1-2) | Al-Wahda Damasco  | Bedok Stadium, Bedok |  |
|            |                   | Reporte          | Moussa Traoré 12' |                      |  |

| 27-10-2004 | Home United FC | 1–2 (Global 1-6) | Al-Jaish Damasco           | Bishan Stadium, Bishan, Singapur |  |
|            | Sivakumar 17'  | Reporte          | Al Zeno 76' · Chaabo 90+1' |                                  |  |

### Final
| Equipo 1 | Agr.     | Equipo 2 | Ida | Vuelta |
| -------- | -------- | -------- | --- | ------ |
| Al-Wahda | 3–3 (v.) | Al-Jaish | 2–3 | 1–0    |

#### Ida
| 19-11-2004 | Al-Wahda Damasco        | 2–3     | Al-Jaish Damasco                              | Abbasiyyin Stadium, Damasco |  |
|            | Radawi 49' · Akil 90+2' | Reporte | Chaabo 3' · Esmaeel 32' · Al-Abtah 55' (pen.) |                             |  |

#### Vuelta
| 26-11-2004 | Al-Jaish Damasco | 0–1 (Global 3-3) | Al-Wahda Damasco | Abbasiyyin Stadium, Damasco |  |
|            |                  | Reporte          | Al-Shahmeh 72'   |                             |  |

|                              |
| Bandera de Siria             |
| Campeón Al-Jaish 1.er título |

## Goleadores
| Pos. | Jugador           | Club           | Total |
| ---- | ----------------- | -------------- | ----- |
| 1    | Indra Sahdan Daud | Home United    | 7     |
| 1    | Egmar Goncalves   | Home United    | 7     |
| 3    | Cristiano Júnior  | East Bengal    | 6     |
| 3    | Frank Seator      | Perak          | 6     |
| 3    | Mohammad Kassas   | Al-Nejmeh      | 6     |
| 6    | Moussa Traoré     | Al-Wahda       | 5     |
| 6    | Aleksandar Durić  | Geylang United | 5     |